# David Wendefilm

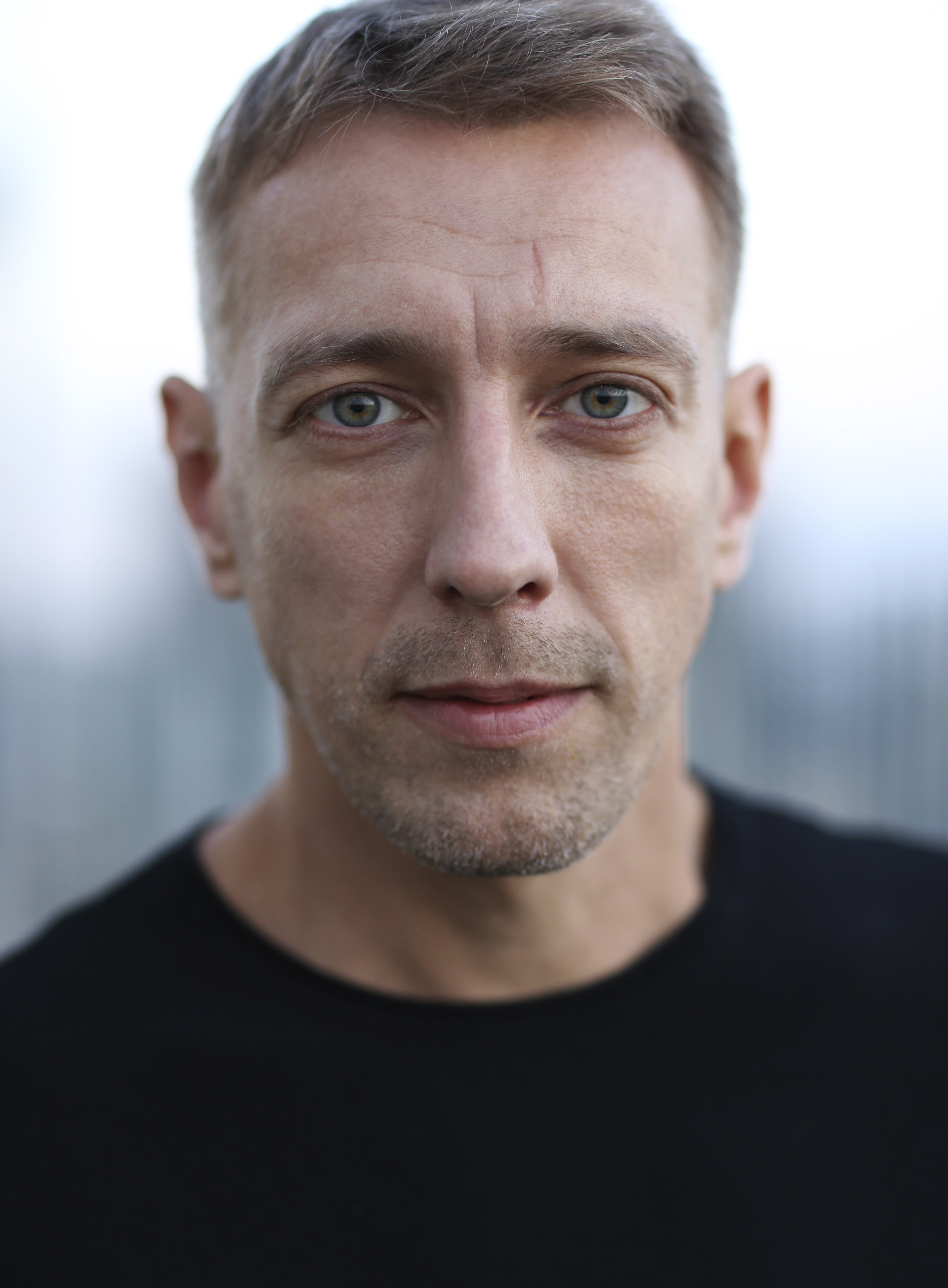
David Wendefilm

David Wendefilm (* 1978 in Graz), auch David Andreas Tynnauer ist ein österreichischer Schauspieler.

## Leben
David Wendefilm, geboren als David Andreas Tynnauer, brach als Jugendlicher die Schule ab und verbrachte die folgenden Jahre mit verschiedenen Tätigkeiten wie Verkäufer, Kellner, Techniker und Trainer für Informationstechnologie, Coach für Kommunikation und Mitarbeiterführung. Ab 1993 verlegte er seinen Wohnsitz nach Wien, um an der Universität Wien zu studieren. Nach dem Abschluss des Magisterstudium in Philosophie begann er sich mit Schauspiel und Fotografie zu beschäftigen. In einer Performance („Das kleine philosophische Manifest“) verbrannte er 2012 öffentlich sein Diplomzeugnis in einer Vorlesung und zog nach São Paulo, Brasilien, wo er die nächsten zehn Jahre mit Theater, Film und Fernsehen arbeitete.
Derzeit lebt David Wendefilm in Wien und São Paulo.

## Filmographie (Auswahl)
- 2013: Shirin – Die Ehre meiner Schwester
- 2014: O lucro acima da vida
- 2015: Homens da Pátria
- 2015: A Regra do Jogo
- 2015: Clarisse or Something about us
- 2016: Nada Será Como Antes
- 2016 u. 2018: O Negócio
- 2017: Chamado Central
- 2017: 171 – Negócio de Família
- 2017: Vade Retro
- 2017: Apocalypse
- 2019: Mauá, O Primeiro Gigante
- 2019: Sessão de Terapia
- 2019: Ilha de Ferro
- 2019: Irmãos Freitas
- 2020: Skull: The Mask
- 2020: Escola de Gênios
- 2021: O Novelo
- 2021: A Viagem de Pedro
- 2021: Passport to Freedom
- 2022: The Smoke Master
- 2022: Love in Quarantine
- 2023: Landkrimi – Steirerangst (Fernsehreihe)

- 2025: Sintonia 5